# جون والتر
جون والتر (بالإنجليزية: John Walter)‏ هو لاعب اتحاد الرغبي نيوزيلندي، ولد في 2 أغسطس 1904 في Toko ‏ في نيوزيلندا، وتوفي في 25 أبريل 1966 في Stratford, New Zealand ‏ في نيوزيلندا.